# يوهان دجورو
يوهان دجورو (18 يناير 1987- ...) ولد في أبيدجان في ساحل العاج، لاعب كرة قدم سويسري. بدأ مسيرته الكروية مع نادي آرسنال الإنجليزي في عام 2004، وانتقل عام 2014 الي نادي هامبورغ الألماني. بدأ باللعب مع منتخب سويسرا لكرة القدم في عام 2006.

## روابط خارجية
- يوهان دجورو على موقع الاتحاد الدولي (مؤرشف)  (الإنجليزية)
- يوهان دجورو على موقع الاتحاد الأوربي (الإنجليزية)
- يوهان دجورو على موقع اتحاد تركيا (لاعب) (الإنجليزية)
- يوهان دجورو على موقع قاعدة بيانات كرة القدم.إي يو (الإنجليزية)
- يوهان دجورو على موقع ليكيب (الفرنسية)
- يوهان دجورو على موقع ناشيونال فوتبول تيمز (الإنجليزية)
- يوهان دجورو على موقع Soccerbase.com (لاعب) (الإنجليزية)
- يوهان دجورو على موقع Soccerway.com (الإنجليزية)
- يوهان دجورو على موقع عالم كرة القدم.نت (الإنجليزية)
- يوهان دجورو على موقع كووورة